# Renau (kommun)
Renau är en kommun i Spanien.   Den ligger i provinsen Província de Tarragona och regionen Katalonien, i den östra delen av landet, 400 km öster om huvudstaden Madrid. Antalet invånare är 137. Arean är 8,2 kvadratkilometer. Renau gränsar till Nulles, Vilabella, Vespella de Gaià, El Catllar och La Secuita. 
Terrängen i Renau är platt.